# Amphiroa yendoi (Børgesen)
Amphiroa yendoi Børgesen, 1924  é o nome botânico ilegítimo de uma espécie de algas vermelhas pluricelulares do gênero Amphiroa.
- São algas marinhas encontradas na Ilha de Páscoa.

## Sinonímia
Não apresenta sinônimos.